# 짐페리움
짐페리엄(Zimperium, Inc.)은 미국 텍사스주 댈러스에 본사를 둔 비상장 모바일 보안 회사이다. 짐페리엄은 기업 환경을 위해 특별히 제작된 모바일 보안 플랫폼을 제공한다.

## 역사
짐페리엄 유한회사(Zimperium, Ltd.)는 2010년 회장 겸 CTO인 이츠학 아브라함(일명 Zuk, ihackbanme)에 의해 설립되었다. 2011년에는 엘리아 예후다(z4ziggy)가 공동 창업자로 합류했다. 2013년 짐페리엄 유한회사의 자산은 짐페리엄 주식회사(Zimperium, Inc.)에 인수되었고, 새 회사는 델라웨어에 설립되었다. 2014년 짐페리엄 주식회사는 기계 학습을 사용하여 사용자 습관을 모니터링하여 가능한 폰 해킹을 감지하고 방지하는 스마트폰 소프트웨어인 zIPS 안드로이드 모바일 앱 (침입 방지 시스템)을 출시했다. 2015년 짐페리엄 주식회사는 스테이지프라이트라고 불리는 안드로이드 운영체제 시리즈에 영향을 미치는 소프트웨어 버그 그룹에 대한 보안 시스템을 연구하고 개발했다.
2016년, 이 회사는 블랙베리와 파트너십을 맺었다. 이 파트너십은 IOS 및 안드로이드 플랫폼에서 모바일 보안을 강화하기 위한 짐페리엄의 zIPS 통합으로 구성되었다. 짐페리엄 주식회사는 삼성, 텔스트라, 시에라 벤처스, 소프트뱅크, 워버그 핀커스를 포함한 개인 투자자들로부터 6천만 달러 이상을 유치했다. 이 회사는 소프트뱅크 그룹, 도이체 텔레콤, 텔스트라, 스마톤, 오라클, 마이크로소프트, 트렐릭스, 센티넬원, 이반티 등 여러 기술 회사와 제휴를 맺었다.
2021년 7월, 짐페리엄은 애플리케이션 실딩 및 암호화 키 보호 공급업체인 화이트크립션(whiteCryption)을 인수했다. 짐페리엄은 인터트러스트(Intertrust)가 이끄는 투자 그룹으로부터 화이트크립션을 인수했다.
2022년 3월, 짐페리엄은 전 미국 재무부 장관 스티븐 므누신이 설립하고 이끄는 사모펀드인 리버티 스트래티직 캐피털(Liberty Strategic Capital)에 약 5억 2천 5백만 달러에 인수되었다. 이 투자로 리버티 스트래티직 캐피털은 짐페리엄의 지배 지분을 인수했으며 므누신 장관이 회사 이사회 의장을 맡았다. 2017년부터 짐페리엄에 투자해 온 소프트뱅크 코퍼레이션은 소액 투자자로 계속 참여했다.

## 같이 보기
- 스테이지프라이트